# Бывшие посёлки городского типа Тюменской области
Бывшие посёлки городского типа Тюменской области — посёлки городского типа (рабочие и дачные), потерявшие этот статус в связи с административно-территориальными преобразованиями.

## Тюменская область (без автономных округов)
- Абатский — пгт с 1964 года. Преобразован в сельский населённый пункт в 1991 году.
- Вагай — пгт с 1948 года. Преобразован в сельский населённый пункт в 1992 году.
- Заводопетровский — пгт с 1943 года. Преобразован в сельский населённый пункт в 1992 году.
- Заводоуковск — пгт с 1939 года. Преобразован в город в 1960 году.
- Иртышский — пгт с 1979 года. Включён в состав города Тобольск в 2004 году.
- Казанское — пгт с 1970 года. Преобразован в сельский населённый пункт в 1991 году.
- Лебедевка — пгт с 1949 года. Преобразован в сельский населённый пункт в 1997 году.
- Лесной — пгт с 1950 года. Преобразован в сельский населённый пункт в 1993 году.
- Мелиораторов — пгт с 1979 года. Включён в состав города Тюмень в 2004 году.
- Менделеево — пгт с 1979 года. Включён в состав города Тобольск в 2004 году.
- Нижняя Тавда — пгт с 1965 года. Преобразован в сельский населённый пункт в 1991 году.
- Новый Тап — пгт с 1964 года. Преобразован в сельский населённый пункт в 1994 году.
- Омутинский — пгт с 1959 года. Преобразован в сельский населённый пункт в 1993 году.

Пгт с сельским населением:
- Богандинский — пгт с 1967 года. Учитывается Росстатом как сельский населённый пункт с 2009 года.
- Боровский — пгт с 1949 года. Учитывается Росстатом как сельский населённый пункт с 2009 года.
- Винзили — пгт с 1948 года. Учитывается Росстатом как сельский населённый пункт с 2009 года.
- Голышманово — пгт с 1948 года. Учитывается Росстатом как сельский населённый пункт с 2009 года.
- Сумкино — пгт с 1959 года. Учитывается Росстатом как сельский населённый пункт с 2009 года.

## Ханты-Мансийский АО
- Белоярский — пгт с 1974 года. Преобразован в город в 1988 году.
- Комсомольский — пгт с 1963 года. Преобразован в город Югорск в 1992 году.
- Лангепас — пгт с 1981 года. Преобразован в город в 1985 году.
- Лянторский — пгт с 1984 года. Преобразован в город Лянтор в 1992 году.
- Мамонтово — пгт с 1979 года. Включён в состав пгт Пыть-Ях в 1989 году.
- Мегион — пгт с 1964 года. Преобразован в город в 1980 году.
- Нефтеюганск — пгт с 1964 года. Преобразован в город в 1967 году.
- Нижневартовский — пгт с 1964 года. Преобразован в город Нижневартовск в 1972 году.
- Нях — пгт с 1976 года. Преобразован в город Нягань в 1985 году.
- Покачи — пгт с 1983 года. Преобразован в город в 1992 году.
- Пыть-Ях — пгт с 1982 года. Преобразован в город в 1990 году.
- Радужный — пгт с 1982 года. Преобразован в город в 1985 году.
- Советский — пгт с 1963 года. Преобразован в город в 1996 году.
- Сургут — пгт с 1958 года. Преобразован в город в 1965 году.
- Урай — пгт с 1962 года. Преобразован в город в 1965 году.
- Ханты-Мансийск — пгт с 1936 года. До 1940 года назывался Остяко-Вогульск. Преобразован в город в 1950 году.

## Ямало-Ненецкий АО
- Губкинский — преобразован в город в 1996 году.
- Коротчаево — пгт с 1982 года. Включён в состав города Новый Уренгой в 2004 году.
- Лабытнанги — пгт с 1952 года. Преобразован в город в 1975 году.
- Лимбяяха — пгт с 1988 года. Включён в состав города Новый Уренгой в 2004 году.
- Муравленковский — пгт с 1984 года. Преобразован в город Муравленко в 1990 году.
- Ноябрьский — пгт с 1979 года. Преобразован в город в 1982 году.
- Салехард — пгт с 1933 года. Преобразован в город в 1938 году.
- Старый Надым — пгт с 1979 года. Включён в состав города Надым в 2004 году.
- Тазовский — пгт с 1964 года. Преобразован в сельский населённый пункт в 2012 году.
- Тарко-Сале — пгт с 1976 года. Преобразован в город в 2004 году.